# بيج برين
بيج برين هو أطلس رقمي ثلاثي الأبعاد عالي الدقة للدماغ البشري يمكن الوصول إليه مجاناً، أُصدر في يونيو 2013 من قبل فريق من الباحثين في معهد مونتريال للأعصاب ومركز أبحاث يوليش الألماني وهو جزء من مشروع الدماغ البشري الأوروبي. تبلغ الدقة المكانية ثلاثية الأبعاد الخواص لأطلس بيج برين 20 ميكرومتر، وهي أدق بكثير من الدقة النموذجية 1 مم للنماذج ثلاثية الأبعاد الأخرى الموجودة للدماغ البشري مثل أطلس ألين للدماغ. في عام 2014، استُشهد ببيج برين في أفضل 10 إم آي تي تكنولوجي ريفيو.

## اكتساب
أُنشأَ الأطلس من دماغ رجل مجهول الهوية يبلغ من العمر 65 عاماً (كان "أنثى تبلغ من العمر 65 عاماً"، وفقا ل "بيج برين: نموذج دماغ بشري ثلاثي الأبعاد عالي الدقة"، صفحة 1472،أمونتس ك أي تي أل، علم، 21 يونيو 2013 المجلد 340) الذي توفي بدون أمراض دماغية معروفة. فُحص دماغه، بعد إزالته من الجمجمة، أولاً باستخدام جهاز التصوير بالرنين المغناطيسي، ثم ضُمنَّ في البارافين وتقطيعه إلى أقسام بسمك 740420 ميكرومتر باستخدام مشراح واسع النطاق. بعد إزالة كل قسم، صُوّر الوجه غير المصقول من أجل توفير مرجع إضافي لإزالة التشويه. وُضع أقسام الدماغ على شرائح زجاجية كبيرة ثم صبغها لأجسام الخلايا باستخدام طريقة ميركر، وهي عملية تتسبب في تلطيخ المادة الرمادية في الدماغ بشكل داكن مع ترك المادة البيضاء بدون لون. مُسحت المقاطع الملطخة ضوئياً ورقمنتها باستخدام ماسح ضوئي مسطح بدقة 2400 نقطة في البوصة، مما أدى إلى إنشاء سجل خام واحد تيرابايت. استغرقت عملية الاستحواذ حوالي 1000 ساعة من العمل.

## معالجة الصور
ثم عُولجت الصور الرقمية الناتجة من قبل المشغلين البشريين لإزالة الأخطاء، وبواسطة برنامج لمواءمتها مع الصور المرجعية ومع الأقسام المجاورة، وبالتالي تصحيح التشوهات التي تنشأ حتماً أثناء المعالجة النسيجية. ثم جُمعت البيانات المصححة في نموذج كمبيوتر ثلاثي الأبعاد بدقة ثلاثية الأبعاد متناحية مكانية تبلغ 20 ميكرومتر. استغرق الأطلس خمس سنوات لإكماله. ويمكن الوصول إلى قاعدة بيانات الأطلس على شبكة الإنترنت على bigbrainproject.org. تشمل الخطط المعلنة رسم خرائط أدمغة إضافية وتوفير أدوات للسماح بمسح الدماغ من المرضى الطبيين لتتماشى مع هيكل بيج براين.